# Aundrea Fimbres
Aundrea Aurora Fimbres (n. 23 iunie 1983 în Upland, California) este una dintre membrele formației americane de muzică pop și R&B, Danity Kane.
Grupul a fost format de către P. Diddy în cel de-al doilea sezon al show-ului de televiziune,Making The Band 3.

## Biografie
Aundrea s-a născut în Upland, California și este mezina familiei.
A studiat clasele a IX-a și a X-a la Claremont High School, apoi s-a transferat la Upland High School.

## Carieră
Aundrea a cântat de la o vârstă foarte fragedă. A făcut parte dintr-o trupă numită Intrigue.
Aundrea a participat la preselecțiile din L.A. pentru primul sezon Making The Band 3 și a ajuns printre finaliste. La sfârșitul sezonului, P. Diddy a decis că nu poate forma o trupă dar le-a ales pe ea și pe Aubrey O'Day ca finaliste în sezonul 2.
Aundrea a fost aleasă ca membră Danity Kane, alături de Shannon Bex, Aubrey O'Day, D.Woods și Dawn Richard.

## Discografie

### Albume
Danity Kane
- Lansat: august 22,2006
- Poziții în topuri: #1 U.S., #2 R&B, #5 UWC
- Vânzări în S.U.A.: 1,200,000+
- Certificații RIAA: Platină

Welcome to the Dollhouse
- Lansat: martie 18,2008
- Poziții în topuri: #1 U.S., #1 R&B, #2 UWC
- Vânzări în S.U.A.: 800,000+
- Certificații RIAA: Aur

### Single-uri
- Show Stopper
- Ride For You
- Damaged
- Bad Girl